# Telly Tellz
Telly Tellz (* 2. Februar 1990 in Hamburg; bürgerlich Telly Diallo) ist ein deutscher Rapper aus Hamburg.

## Biografie
Telly Diallo ist Sohn eines Metallbauers aus der guineischen Hauptstadt Conakry (Westafrika) und einer deutschen Volkswirtin. Aufgewachsen ist er in einem an eine Ausländerwohnheimsiedlung angrenzenden Sozialbaublock in der Sibeliusstraße in Hamburg-Bahrenfeld. In seiner Kindheit wurde er ständig mit den Konflikten zwischen den verschiedenen Volksgruppen und Kulturellen Ausrichtungen in seiner Nachbarschaft konfrontiert und musste daher sehr früh lernen, sich in diesem Umfeld durchzusetzen. Als Jugendlicher war er vier Jahre als leistungsorientierter Basketballer aktiv. Über die Hälfte der Zeit war er Teil der Hamburger Basketball-Auswahlmannschaft und machte sich damit einen Namen in der Szene. Jedoch brach er seine Basketballlaufbahn ab, um sich voll und ganz dem Rap zu widmen.
Durch Nate57 begann Diallo selbst zu rappen, nachdem er zuvor bereits eigene Musik produziert hatte. Kurz darauf veröffentlichte er einige Freetracks im Internet. Durch den Kontakt mit Nate57 wurde Rattos-Locos-Records-Gründer Blacky White auf ihn aufmerksam und nahm ihn als zweites Mitglied bei Rattos Locos Records unter Vertrag. Ende Februar 2009 veröffentlichte er nach einigen Features das Mixtape Verrückte Ratten mit Nate57, das als Gratis-Download zum Angebot steht.
Am 12. November 2010 veröffentlichte Diallo sein erstes Mixtape Mischlingskind mit Gastbeiträgen von Nate57, BoZ, Reeperbahn Kareem und dem ehemaligen RL-Rapper Babacan. Zu Umsatz erschien ein Video, zudem wurde ein Split-Video zu Mischlingskind / Hamburg veröffentlicht. Diallo wirkte anschließend auf Nate57s Debütalbum Stress auf'm Kiez und auf seinem Mixtape Auf der Jagd sowie dem Album Land in Sicht mit. Auf Tour ging er mit der französischen Rapcrew Sexion d’Assaut. Am 31. Oktober 2014 erschien sein Debütalbum #JezAllesAus.

## Diskografie
Alben
- 2014: #JezAllesAus (Rattos Locos/Groove Attack)

Mixtapes
- 2009: Verrückte Ratten (Online-Mixtape mit Nate57)
- 2010: Mischlingskind (Rattos Locos Records/Groove Attack)

Kompilationen
- 2010: Mischlingskind (feat. Nate57; Juice CD #108)
- 2014: Renn und Renn (Juice CD #163)
- 2015: Abgefahren (feat. P.M.B.; Juice CD #129)